# Lindsay Rushton Prickett
Lindsay Rushton Prickett (ur. 18 lipca 1983) – kanadyjska zapaśniczka. Dwukrotna uczestniczka mistrzostw świata, siódma w 2009. Cztery medale na mistrzostwach panamerykańskich, złoto w 2011. Szósta w Pucharze Świata w 2010 i 2011. Brąz na MŚ juniorów w 2001 roku. 
Jej mężem jest zapaśnik Chris Prickett.